# La peccatrice bianca
La peccatrice bianca (Amina) è un film del 1951 diretto da Goffredo Alessandrini.

## Trama
Sposata per interesse con l'anziano Ibrahim, un ricco egiziano, la bella Amina, ex sciantosa, si incapriccia del nipote acquisito, Mohamed. I due stanno per essere scoperti da Ibrahim ma la figlia di quest'ultimo, Aida, salva Amina sostituendosi ad essa. Per salvare il suo onore, i due giovani sono costretti a sposarsi. Ma Amina non intende rinunciare a Mohamed. Finirà strangolata da Ibrahim che vendicherà così il tradimento della moglie.

## Produzione
Il film fu prodotto dall'Alessandrini Film.

## Distribuzione
In Italia, il film venne distribuito dalla Fausto Dragone.

### Critica
(...) Al declino [di Assia Noris] contribuirono alcune scelte poco fortunate, come il film francese La maschera sul cuore di Abel Gance o il fallimentare La peccatrice bianca di Goffredo Alessandrini, girato in Egitto.